# Kammakargatan

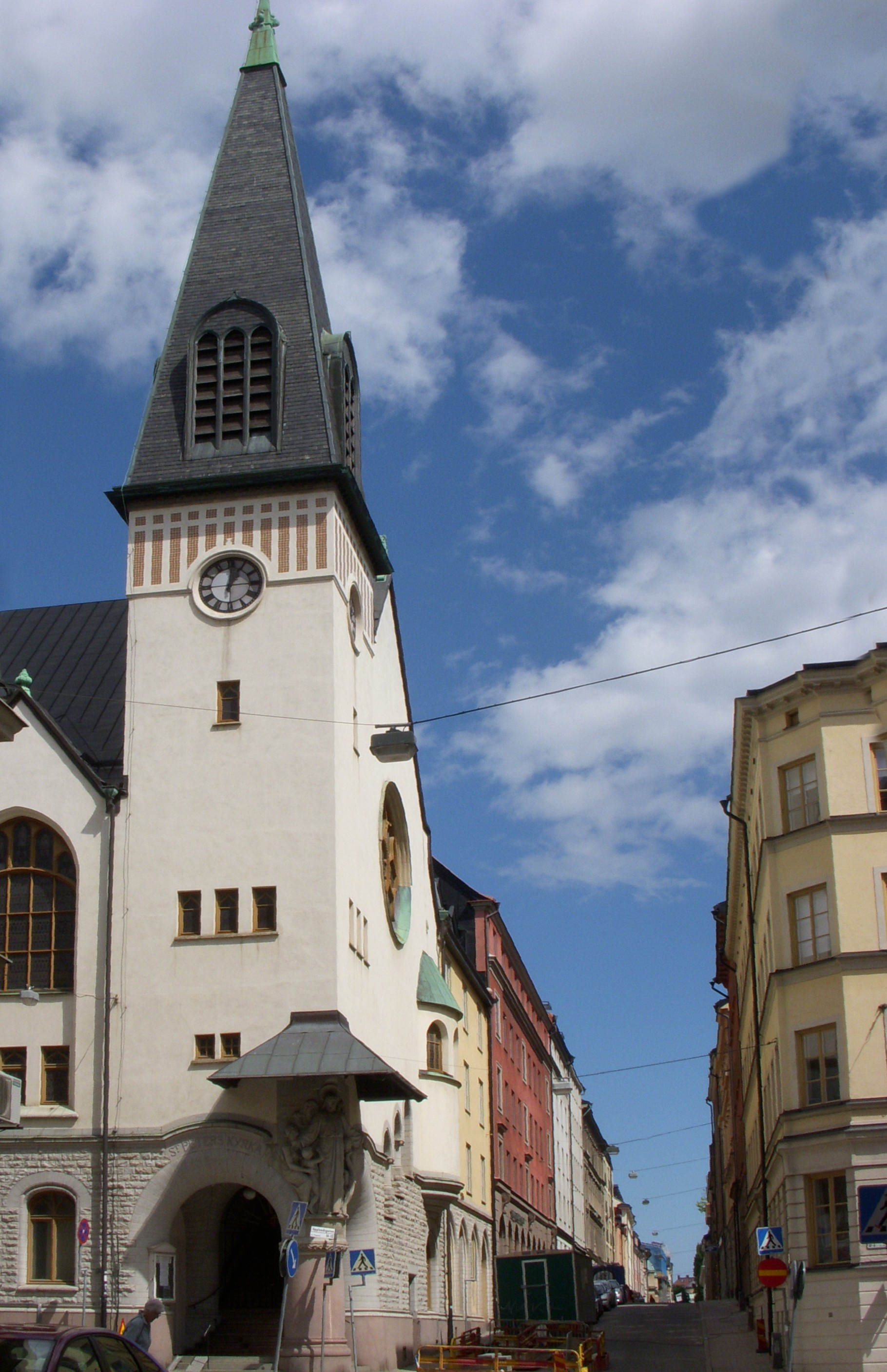
Kammakargatan mot öst med S:t Peterskyrkan, juni 2009.

Kammakargatan är en gata inom stadsdelen Norrmalm i Stockholm, som löper i öst-västlig riktning mellan Johannesgatan och Torsgatan, och korsar bland annat Sveavägen och Drottninggatan. Ursprunget till namnet är inte säkerställt, men under 1600-talet lär ett flertal kammakare ha bott på gatan. På 1600-talet fanns namn som Östanvädersgatan och Kammackare Gathun. 
Vid Kammakargatan ligger både Sankt Johannes kyrka (byggd 1890 i nygotisk stil och ritad av arkitekten Carl Möller) och Adolf Fredriks kyrka, byggd 1773 i nyklassicistisk stil och ritad av arkitekten Carl Fredrik Adelcrantz. Vid korsningen med Upplandsgatan finns ytterligare en kyrka; S:t Peterskyrkan.
Kammakargatan 12 (fastigheten Hägerberget 56) är ett exklusivt bostadshus som uppfördes 1884-1886 för ”järnvägskungen” Carl Jehander efter ritningar av arkitekt Gustaf Sjöberg. Byggnaden är blåklassad av Stadsmuseet i Stockholm, vilket innebär att bebyggelsens kulturhistoriska värde av stadsmuseet anses motsvara fordringarna för byggnadsminnen i Kulturmiljölagen.